# Robe à la française
Pour les articles homonymes, voir À la française.

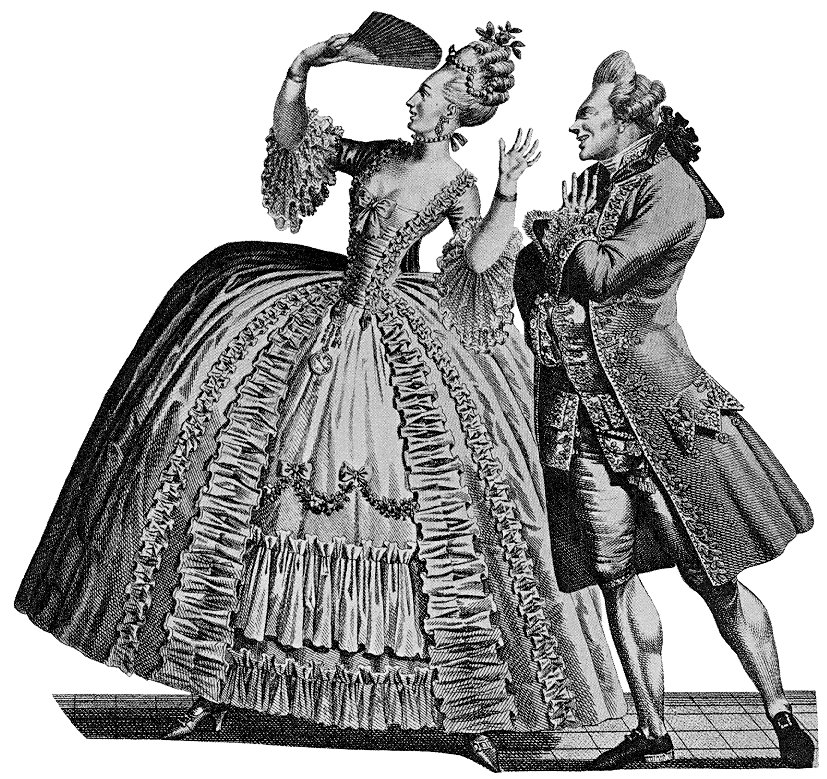

La robe à la française qui dérive de la robe battante (une robe de chambre du baroque) ou robe à paniers est un costume de femme très en vogue dans les milieux de l'aristocratie et de la haute bourgeoisie au milieu XVIIIe siècle. Elle aurait été rapportée en France par Louise de Kéroualle, maîtresse du feu roi Charles II d'Angleterre.

## Historique

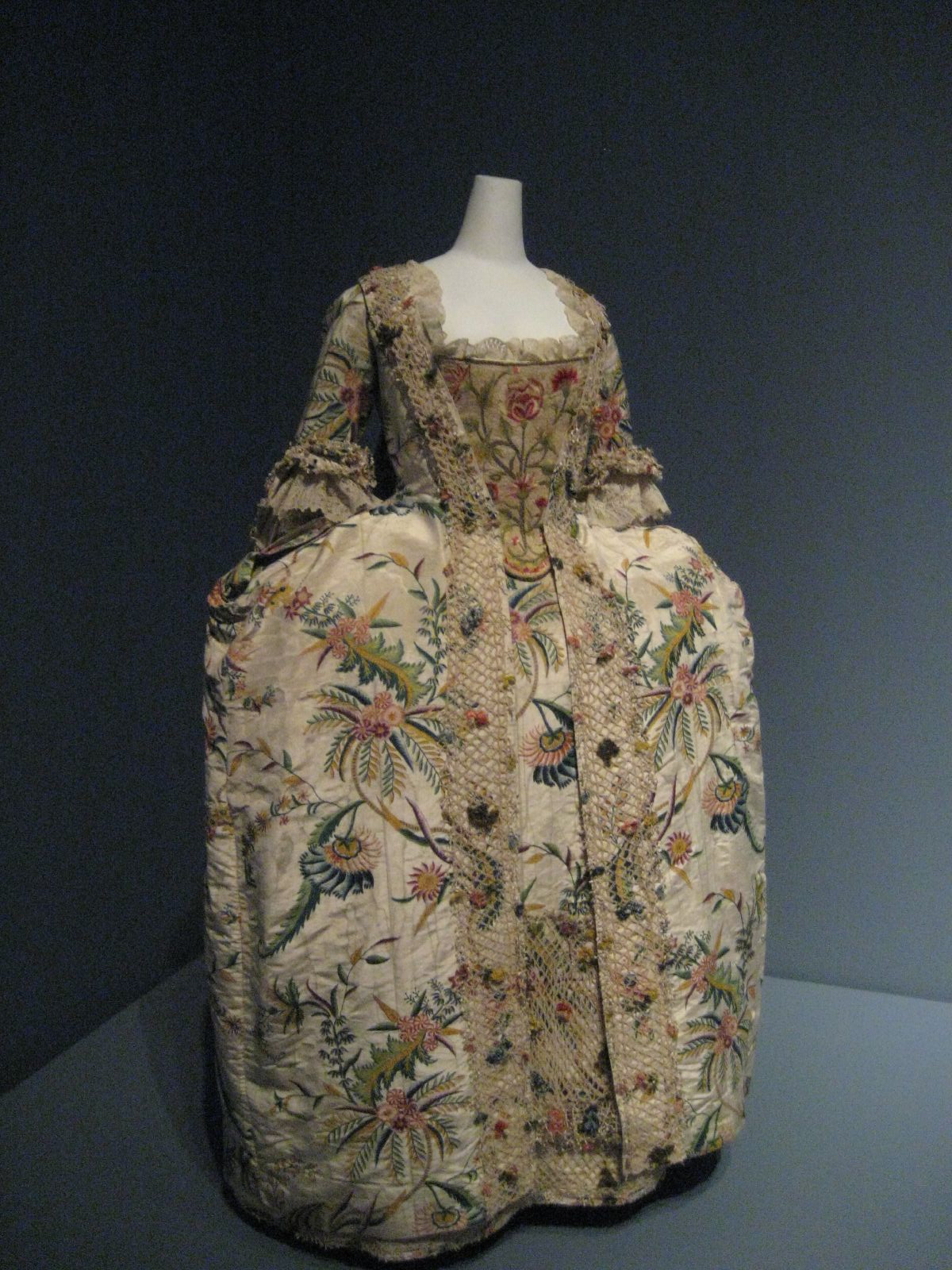
Robe à la française des années 1740.

Évoluant à partir de la robe de chambre informelle (contouche, puis robe battante) dans les années 1730, la robe à la française garde un air confortable grâce aux plis Watteau (nommés d'après le peintre qui aimait fort représenter ces plis). La silhouette elle-même cependant redevient de plus en plus juste : Deux baleines cachées sous les plis de Watteau rendent ceci possible. Le corps baleiné du baroque (porté sur une chemise pour le protéger de la sueur) reste à la mode et module la silhouette féminine en forme de cône. Ainsi il produit aussi le décolleté typique de l'époque du rococo.
Un jupon baleiné qui s'appelle panier, forme une silhouette qui s'étend à droite et gauche mais reste plate devant et derrière. Un jupon en tissu raide ou froncé porté en dessus cache les baleines du panier. La robe est fermée sur une pièce d'estomac richement décorée par de la dentelle, de la broderie (ruché, froufrou, ruban, nœud) ou par une échelle de ruban bouclé qu'on épingle sur le corps baleiné. Elle reste d'abord fermée (cousue ou nouée de rubans) descendant dès la taille. Les manches finissent encore en manchettes larges à la hauteur du coude, ne couvrant les engageantes (un à trois volants de dentelle ou de gaze, accrochés aux manches de la chemise) qu'en partie.
Sous la Régence (1715-1723), l'abbé Guillaume Dubois aurait rapporté de Londres la mode des paniers. La duchesse de Berry, fille aînée du régent, affectionne particulièrement cette tenue: la forme en cloche de l'ample robe à cerceaux dissimule en effet ses formes trop généreuses, valorisant ses chairs éclatantes, sa poitrine sculpturale et son visage malicieux . Ces somptueux atours servent donc la grâce opulente de la jeune veuve mais l'aident surtout à cacher ses malencontreuses grossesses.
Dans les années 1750, le panier qui s'étend entre-temps à une largeur pouvant atteindre 2,5 m (surtout pour les robes de la cour sous lesquelles il reste ainsi) se réduit aux paniers, qu'on porte à droite et gauche sur la taille. Les brocarts aux dessins grands et pleins de contraste si admirés rendent leur place aux couleurs moins voyantes. C'est seulement maintenant que la robe s'ouvre pour montrer le jupon qu'on décore richement de volants horizontaux. Les bords de la robe sont également décorés de volants et fleurs en soie. On remplace les manchettes par une à trois couches de volants en tissu de la robe.
Dans les années 1760, un dessin de rayure vient à la mode.
Les années 1770 marquent la fin de la robe à la française, elle sera remplacée par la robe à l'anglaise et la robe à la polonaise (en).
Anciennement désignée sous le terme saque en France, elle est aussi appelée contouche en allemand, andrienne en italien, Sack-back gown en anglais.